# Paracrenhydrosoma oceaniae
Paracrenhydrosoma oceaniae is een eenoogkreeftjessoort uit de familie van de Cletodidae. De wetenschappelijke naam van de soort is voor het eerst geldig gepubliceerd in 2005 door Kotwicki & Fiers.